# Minna von Barnhelm oder Das Soldatenglück
Minna von Barnhelm oder Das Soldatenglück ist eine deutsche Literaturverfilmung der DEFA von Martin Hellberg aus dem Jahr 1962. Sie beruht auf dem Theaterstück Minna von Barnhelm von Gotthold Ephraim Lessing. Der Film erlebte am 1. November 1962 im Berliner Kosmos seine Premiere.

## Handlung
Kurz nach Ende des Siebenjährigen Krieges in Berlin: Diener Just ist empört, als sein Herr, der verdiente Major Tellheim, vom Wirt aus seiner Stube aus- und in ein schlechteres Zimmer umquartiert wird. Der Grund: Major Tellheim kann nicht mehr zahlen und in sein Zimmer zieht nun eine vermögende Frau mit Kammerjungfer ein. Die vermögende Frau ist Tellheims Verlobte Minna von Barnhelm, die nach Tellheim sucht. Der hat unterdessen seine Wirtsschulden durch den Verkauf seines Verlobungsringes beglichen und ist in ein schäbigeres Haus umgezogen. Sein Geld verlor er, weil er den Ständen während des Krieges Geld vorschoss. Sein Wechsel jedoch wird nun vom König nicht eingelöst und so bleibt Tellheim auf seinen hohen Ausgaben sitzen. Da er zudem für sein eigentlich nobles Verhalten im Krieg kritisiert und verdächtigt wird, fühlt er sich zusätzlich in seiner Ehre gekränkt. Als er erfährt, dass Minna von Barnhelm in der Stadt ist – sie hat seinen versetzten Ring gekauft und wiederum so von seinem Aufenthalt in Berlin erfahren und nach ihm geschickt –, zieht er sich aus Scham vor ihr zurück. Auch seinem besten Freund, dem Wachtmeister Werner, erlaubt er nicht, ihm mit Geld auszuhelfen.
Minna von Barnhelm und ihre Kammerjungfer Franziska, die Gefallen an Werner gefunden hat, wollen Tellheim durch eine List seinen Stolz heimzahlen. Minna verkündet ihrem Verlobten, dass sie seiner nicht würdig sei und ihn daher nie heiraten könne: Sein Wechsel könne jederzeit eingelöst werden und seine Ehre wiederhergestellt werden, ihre Ehre jedoch sei dahin, da ihr Onkel sie wegen einer verweigerten Ehe mit einem für sie gewählten Mann verstoßen habe. Sie gibt ihm den Verlobungsring zurück, der in Wirklichkeit sein eigener ist. Im gemeinsamen Elend ist Tellheim nun bereit, Minna zu heiraten, doch wirft Minna ihm nun sämtliche Worte vor, mit denen er sich zuvor geweigert hat, wieder mit ihr zusammenzukommen. Auch als Tellheim vom König rehabilitiert wird, weist sie ihn noch ab, bis es für eine Auflösung fast zu spät ist. Als sich Minnas Onkel ankündigt, will Tellheim diesen prompt zur Rede stellen, doch löst Minna nun das Versteckspiel auf. Sie zeigt ihm, dass der zurückgegebene Ring in Wirklichkeit Tellheims eigener ist und der kann über das „Theaterspiel“ lachen. Er wird von Minnas Onkel freundlich in die Barnhelm’sche Familie aufgenommen. Franziska wiederum findet im treuen Wachtmeister Werner einen zukünftigen Ehemann.

## Kritik
Die zeitgenössische Kritik lobte, dass sich Regisseur Hellberg „in seinem Drehbuch fast ohne Streichungen an Lessings Text hielt. […] Alles in allem dominiert erfreulicherweise das Wort des Dichters.“ Hervorgehoben wurde zudem „die glanzvolle Besetzung, die die Charakterisierung jeder Gestalt durch den Dichter nachformt“.
Für das Lexikon des internationalen Films war Minna von Barnhelm oder Das Soldatenglück „ein bestenfalls auf Werktreue setzender, musealer Film, der das Lustspiel […] durch seinen akademisch-filmwidrigen Regiestil zur Anstrengung macht. In bezug auf die Ausstattung lässt Hellbergs Inszenierung allerdings nichts zu wünschen übrig.“ Cinema nannte die „uninspirierte Verfilmung des Lessing-Klassikers“ eine „enttäuschende Literatur-Adaption“, auch wenn Manfred ‚Die machen das‘ Krug in einer Nebenrolle auftritt.